# آي أو إس 9
آي أو إس 9 (بالإنجليزية: iOS9) هو الإصدار التاسع من نظام تشغيل الهواتف المحمولة آي أو إس، صممته شركة أبل كخليفة آي أو إس 8. أُعلن عنه في مؤتمر آبل العالمي للمطورين 2015 في 8 يونيو 2015، تم إطلاقه يوم الأربعاء 16 سبتمبر 2015. آي أو إس 9 يركز على تحسين الأداء والبطارية أكثر من المميزات الجديدة.

## الأجهزة المدعومة
كل الأجهزة التي تدعم آي أو إس 8 سوف تكون قادرة على تشغيل آي أو إس 9 أيضًا.